# 格朗尚 (伊夫林省)
格朗尚（法語：Grandchamp，發音：[ɡʁɑ̃ʃɑ̃] ⓘ）是法国伊夫林省的一个市镇，属于芒特拉若利区。

## 地理
格朗尚（48°42'28"N, 1°36'4"E）面积6.05 平方千米，位于法国法蘭西島大區伊夫林省，该省份为法国北部内陆省份，北起瓦兹河谷省，西接厄尔省，西南接厄尔-卢瓦省，东南接埃松省，东临上塞纳省。
与格朗尚接壤的市镇（或旧市镇、城区）包括：布蒂尼-普鲁艾、莱潘蒂耶尔、阿丹维尔、韦格尔河畔孔代、拉欧特维尔、勒塔特尔戈德朗。
格朗尚的时区为UTC+01:00、UTC+02:00（夏令时）。

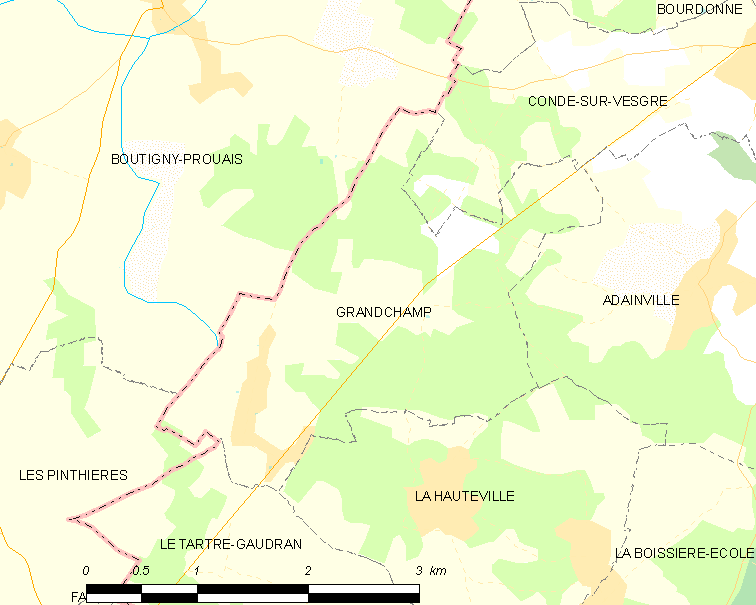
格朗尚的OSM定位图

## 行政
格朗尚的邮政编码为78113，INSEE市镇编码为78283。

## 政治
格朗尚所属的省级选区为塞纳河畔博尼耶尔县。

## 人口

1962-2008年间格朗尚人口变化图示

格朗尚于2022年1月1日时的人口数量为302人。